# Світязь (балада)
«Світязь» (пол. Świteź) — балада Адама Міцкевича, опублікована у 1822 році у збірці «Балади і романси», яка вважається першим зразком романтизму в польській літературі. Події відбуваються на озері Світязь біля Новогрудка в Білорусі (не слід плутати з однойменним озером на Волині).
В основу балади покладені факти боротьби польського народу за незалежність. Присутні також елементи фантастики, запозичені з місцевого фольклору.
Балада написана чотиристопним дактилем.

## Екранізація
За баладою «Світязь» Камілом Полаком було створено двадцятихвилинний анімаційний фільм,. Твір, робота над яким тривала протягом семи років, вийшов у 2013 році.